# Nurhaczy
Nurchaczy (chiń. 努爾哈赤; pinyin Nǔ’ěrhāchì, Nǔ’ěrhāqí; mandżurski ᠨᡠᡵᡤᠠᠴᡳ) (1559–1626) – twórca państwa mandżurskiego, przodek władców Chin z dynastii Qing.
Ten dżurdżeński (mandżurski) wódz w dwóch ostatnich dziesięcioleciach XVI wieku skonsolidował poprzez jednoczenie lub podboje wszystkie dżurdżeńskie plemiona (mongolskiej i tungusko-mandżurskiej grupy językowej) przyczyniając się walnie do wyodrębnienia narodowości mandżurskiej i powstania silnego państwa na zasadzie związku rodowo-plemiennego. W 1601 zreorganizował swoją armię, złożoną głównie z Mandżurów i Mongołów, na nowoczesny wówczas system Osiem Chorągwi. Do 1616 całkowicie uniezależnił się od chińskiego cesarza kontynuując podboje, tym razem sąsiadujących terytoriów mongolskich i chińskich na północ i północny wschód od Muru Chińskiego. W 1626 przeniósł stolicę do Mukdenu, dotychczasowej stolicy Mandżurii, wkrótce potem zmarł. 
Jego podboje kontynuował syn Hong Taiji, który ostatecznie pobił Mongołów w 1634 oraz wnuk Fulin zdobywając w 1644 roku stolicę Chin, Pekin, rozpoczynając tym samym okres panowania w cesarstwie chińskim mandżurskiej dynastii Qing, która przetrwała aż do obalenia cesarstwa w roku 1911.